# شبكة الجسم
شبكة الجسم (بالإنجليزية: Body Area Network اختصارًا BAN)‏، كما يشار إلى شبكة اتصال لاسلكية الجسم (WBAN) أو شبكة أجهزة الاستشعار الجسم (BSN)، هو عبارة عن شبكة لاسلكية من أجهزة الحوسبة القابلة للارتداء. BAN قد تكون جزءا لا يتجزأ من الأجهزة داخل الجسم، يزرع، وقد يكون محمول على سطح الجسم في وضع تكنولوجي ثابت أو قد تكون الأجهزة المرافقة يكمن أن يحملها البشر في أوضاع مختلفة، في جيوب الملابس، باليد أو في حقائب مختلفة. في حين، هناك ميول نحو التصغير من الأجهزة.
على وجه الخصوص الشبكات تتكون من عدة وحدات استشعار مصغرة (BSUs) جنبا إلى جنب مع وحدة مركزية واحدة.
(BCU) الألواح الرقمية التي بحجم ديسي متر، والأجهزة الذكية، والأجهزة المرافقة، لا تزال تلعب دورا هاما كمركز للبيانات وبوابة البيانات.
وتوفر واجهة للمستخدم لعرض وإدارة التطبيقات BAN، في الواقع بدأت تطوير تكنولوجيا WBAN خلال عام 1995 حول فكرة استخدام شبكة لاسلكية للنطاق الشخصي (WPAN) التقنيات للتواصل على قرب، أو حول جسم الإنسان. بعد حوالي ست سنوات، فإن مصطلح «حظر» جاء للإشارة على أنظمة التواصل عن طريق التواصل داخل وعلى قرب من جسم الإنسان.
ويمكن لنظام WBAN استخدام التقنيات اللاسلكية WPAN كبوابات للوصول إلى مدى أوسع، من خلال هذه الأجهزة.
من الممكن ربط الأجهزة التي ترتدى على الجسم البشري إلى شبكة الإنترنت، بهذه الطريقة يمكن للأطباء المهنيون الوصول إلى بيانات المريض باستخدام الإنترنت عن طريق موقع المريض.